# Twarda (gromada)
Twarda – dawna gromada, czyli najmniejsza jednostka podziału terytorialnego Polskiej Rzeczypospolitej Ludowej w latach 1954–1972.
Gromady, z gromadzkimi radami narodowymi (GRN) jako organami władzy najniższego stopnia na wsi, funkcjonowały od reformy reorganizującej administrację wiejską przeprowadzonej jesienią 1954 do momentu ich zniesienia z dniem 1 stycznia 1973, tym samym wypierając organizację gminną w latach 1954–1972.
Gromadę Twarda z siedzibą GRN w Twardej utworzono – jako jedną z 8759 gromad na obszarze Polski – w powiecie opoczyńskim w woj. kieleckim, na mocy uchwały nr 13g/54 WRN w Kielcach z dnia 29 września 1954. W skład jednostki weszły obszary dotychczasowych gromad Twarda (bez wsi Wesoła), Tresta Rządowa i Potok A ze zniesionej gminy Zajączków oraz Unewel, Celestynów i Olszewice ze zniesionej gminy Unewel w tymże powiecie. Dla gromady ustalono 14 członków gromadzkiej rady narodowej.
31 grudnia 1961 gromadę zniesiono, a jej obszar włączono do gromad  Bukowiec nad Pilicą (kolonię Potok A) i Smardzewice (wsie Twarda, Tresta Rządowa, Wołkowa, Unewel, Celestynów i Olszowice; kolonię, leśniczówkę i tereny byłego folwarku Unewel; gajówkę Olszowice oraz stację kolejową Bratków).